# Озерянська сільська рада (Дубенський район)
Озеря́нська сільська́ ра́да — колишній орган місцевого самоврядування в Дубенському районі Рівненської області. Адміністративний центр — село Озеряни.

## Загальні відомості
- Озерянська сільська рада утворена в 1940 році.
- Територія ради: 41,521 км²
- Населення ради: 1 697 осіб (станом на 2001 рік)

## Населені пункти
Сільській раді підпорядковані населені пункти:
- с. Озеряни
- с. Квітневе
- с. Копани
- с. Нагірне

## Склад ради
Рада складається з 16 депутатів та голови.
- Голова ради: Дідур Світлана Миколаївна

### Керівний склад попередніх скликань
| Прізвище, ім'я, по батькові | Основні відомості                                                                     | Дата обрання | Дата звільнення |
| --------------------------- | ------------------------------------------------------------------------------------- | ------------ | --------------- |
| Дідур Світлана Миколаївна   | Сільський голова, 1958 року народження, освіта вища, член Української Народної Партії | 26.03.2006   | 31.10.2010      |
| Дідур Світлана Миколаївна   | Сільський голова, 1958 року народження, освіта вища, член Української Народної Партії | 31.10.2010   |                 |

Примітка: таблиця складена за даними сайту Верховної Ради України